# Pont de la baie de Chesapeake
Ne doit pas être confondu avec Pont-tunnel de Chesapeake Bay.
Le pont de la baie de Chesapeake (Chesapeake Bay Bridge ou Bay Bridge en anglais) est un pont double dans l'État du Maryland aux États-Unis. Il traverse le nord de la baie de Chesapeake et relie la partie ouest – urbanisée — de l'État à sa partie est plus rurale, la péninsule de Delmarva. Il est une section des routes fédérales numéro 50 et 301 : la route 50 relie l’aire métropolitaine de Baltimore-Washington et les régions de villégiatures comme Ocean City et Chincoteague ; la route 301 est une route alternative de l’Interstate 95 qui relie les villes majeures de la côte est des États-Unis comme New York et Washington, et elle permet le décongestionnement de l'autoroute en période de circulation intense.
Le pont à poutres cantilever original a été ouvert en 1952 et fait 7 km de longueur, soit, à l'époque, la plus longue structure continue au-dessus d'un plan d'eau. Du fait de l'augmentation de la circulation automobile, un second pont a été inauguré en 1973, la circulation vers l'est utilisant le pont d'origine et celle vers l'ouest le nouveau. Le nom officiel du pont est William Preston Lane, Jr. Memorial Bridge en l'honneur du gouverneur du Maryland qui décida la construction du premier pont.

## État des lieux et premières propositions
La première proposition officielle date de 1907, après des premières ébauches dans les années 1880. Le projet vise à relier Baltimore et Tolchester Beach. En 1927, la construction d'un passage est autorisée. Des plans pour le nouveau pont ont été élaborés, mais la construction a été annulée à la suite de la Grande Dépression.
Les ferries ont été utilisés comme principal moyen de transport à travers la baie depuis la période coloniale jusqu'à l'achèvement du pont de 1952. Le premier service allait d'Annapolis à Broad Creek sur l'île de Kent, à peu près là où se trouve le pont aujourd'hui. En 1919, la Claiborne-Annapolis Ferry Company a commencé à faire fonctionner des ferries entre Annapolis et Claiborne, une communauté près de St. Michaels.
En juillet 1930, la Claiborne-Annapolis Ferry Company a ajouté une nouvelle route, allant d'Annapolis à Matapeake, afin de diminuer les distances. Les ferries d'automobiles et de passagers ont été repris par la Commission des routes d'État en 1941 (réorganisée en l'actuelle State Highway Administration du Maryland Department of Transportation en 1973). Deux ans plus tard, le terminus ouest a été transféré vers l'ancien traversier Annapolis-Matapeake à Sandy Point (plus tard adjacent au parc d'État de Sandy Point), raccourcissant le voyage trans-baie.

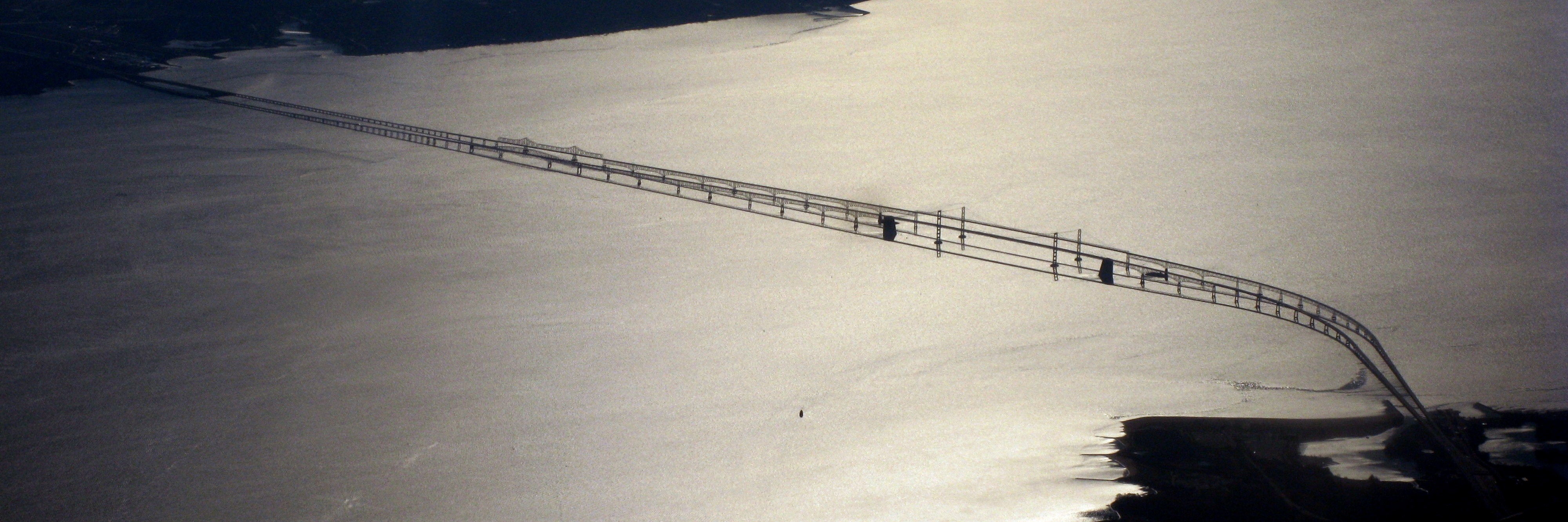
Vue aérienne panoramique du pont de la baie de Chesapeake

## Construction de la première travée (1952)
Un pont à l'emplacement de Sandy Point-Kent Island est proposé en 1938 par l'Assemblée générale du Maryland, mais la Seconde Guerre Mondiale gèle le projet. En 1947, une fois la guerre terminée, l'Assemblée, sous la direction du gouverneur du Maryland, William Preston Lane Jr. (1892-1967), a adopté une loi ordonnant à l'ancienne State Roads Commission de commencer la construction. Le pont ouvre à la circulation 3 ans et demi plus tard, le 30 juillet 1952. Il est à la fois la plus longue structure en acier continue sur l'eau et le troisième plus long pont du monde. Le 9 novembre 1967, le pont a été baptisé "William Preston Lane Jr. Memorial Bridge", du nom du gouverneur Lane décédé cette année-là.

## Agrandissement de 1973
En 1967, en raison de l'augmentation du volume de trafic, l'Assemblée générale du Maryland a autorisé la mise en œuvre d’une nouvelle traversée, selon 3 options possibles, toutes suggérées lors de l'étude de 1964 sur la traversée de la baie de Chesapeake. Il s’agissait d’un pont plus au nord près de Baltimore, un dans le sud du Maryland et une travée supplémentaire à ajouter au pont existant de Kent Island à Sandy Point. Finalement, la troisième option a été choisie. La construction de la nouvelle travée parallèle a commencé en 1969 au nord du pont d'origine et s'est achevée le 28 juin 1973.

## Incidents notables
En raison de sa hauteur, de l'étroitesse des travées (il n'y a pas d'accotements), des garde-corps bas et de la fréquence des vents violents, il est souvent cité comme l'un des ponts les plus effrayants des États-Unis,,. Plusieurs incidents liés aux conditions météorologiques ont causé des fermetures complètes du pont.
Le pont a été fermé quatre fois en raison de conditions météorologiques extrêmes. La première fois, c'était le 18 septembre 2003, lors de l'ouragan Isabel et de ses vents violents,. Le 27 août 2011, le pont a été fermé à tout trafic en raison de l'impact de l'ouragan Irene. Le gouverneur de l'époque, Martin O'Malley, a ordonné la fermeture du pont lorsque les vents soutenus ont dépassé 55 milles à l'heure (89 km/h). Le 29 octobre 2012, le pont a été fermé en raison des effets de l'ouragan Sandy. Le 6 mars 2013, pendant le mois de mars 2013, des vents violents ont de nouveau provoqué la fermeture du pont.
Le 10 août 2008, un semi-remorque impliqué dans une collision frontale près de l'extrémité ouest est tombé du pont. Le conducteur est mort dans l'accident. L'incident a remis en cause la sûreté du pont, mais la Maryland Transportation Authority (MDTA) a écarté tout problème structurel ou technique. Les inspections de la paroi dans les semaines qui ont suivi l'accident ont révélé une détérioration sous forme de corrosion des armatures d'acier à l'intérieur des barrières.